# Кейси (округ)
Ке́йси (англ. Casey County) — округ в штате Кентукки, США. Официально образован в 1806 году. По состоянию на 2010 год, численность населения составляла 15 955 человек.

## География
По данным Бюро переписи США, общая площадь округа равняется 1155,141 км2, из которых 1149,961 км2 суша и 3,885 км2 или 0,300 % это водоёмы.

### Соседние округа
- Бойл  (север)
- Линкольн  (восток)
- Пьюласки  (юго-восток)
- Расселл  (юг/граница часового пояса CST)
- Адэр  (юго-запад/граница часового пояса CST)
- Тейлор  (запад)
- Марион  (северо-запад)

## Население
По данным переписи населения 2000 года в округе проживает 15 447 жителей в составе 6 260 домашних хозяйств и 4 419 семей. Плотность населения составляет 14,00 человек на км2. На территории округа насчитывается 7 242 жилых строений, при плотности застройки около 6,20-ти строений на км2. Расовый состав населения: белые — 98,30 %, афроамериканцы — 0,33 %, коренные американцы (индейцы) — 0,28 %, азиаты — 0,06 %, гавайцы — 0,05 %, представители других рас — 0,31 %, представители двух или более рас — 0,66 %. Испаноязычные составляли 1,28 % населения независимо от расы.
В составе 31,00 % из общего числа домашних хозяйств проживают дети в возрасте до 18 лет, 56,10 % домашних хозяйств представляют собой супружеские пары проживающие вместе, 10,80 % домашних хозяйств представляют собой одиноких женщин без супруга, 29,40 % домашних хозяйств не имеют отношения к семьям, 26,80 % домашних хозяйств состоят из одного человека, 12,60 % домашних хозяйств состоят из престарелых (65 лет и старше), проживающих в одиночестве. Средний размер домашнего хозяйства составляет 2,44 человека, и средний размер семьи 2,94 человека.
Возрастной состав округа: 24,50 % моложе 18 лет, 8,20 % от 18 до 24, 27,50 % от 25 до 44, 24,70 % от 45 до 64 и 24,70 % от 65 и старше. Средний возраст жителя округа 38 лет. На каждые 100 женщин приходится 95,60 мужчин. На каждые 100 женщин старше 18 лет приходится 92,60 мужчин.
Средний доход на домохозяйство в округе составлял 21 580 USD, на семью — 27 044 USD. Среднестатистический заработок мужчины был 22 283 USD против 17 885 USD для женщины. Доход на душу населения составлял 12 867 USD. Около 20,70 % семей и 25,50 % общего населения находились ниже черты бедности, в том числе — 32,10 % молодёжи (тех, кому ещё не исполнилось 18 лет) и 29,60 % тех, кому было уже больше 65 лет.